# Mariä Himmelfahrt (Emsdorf)

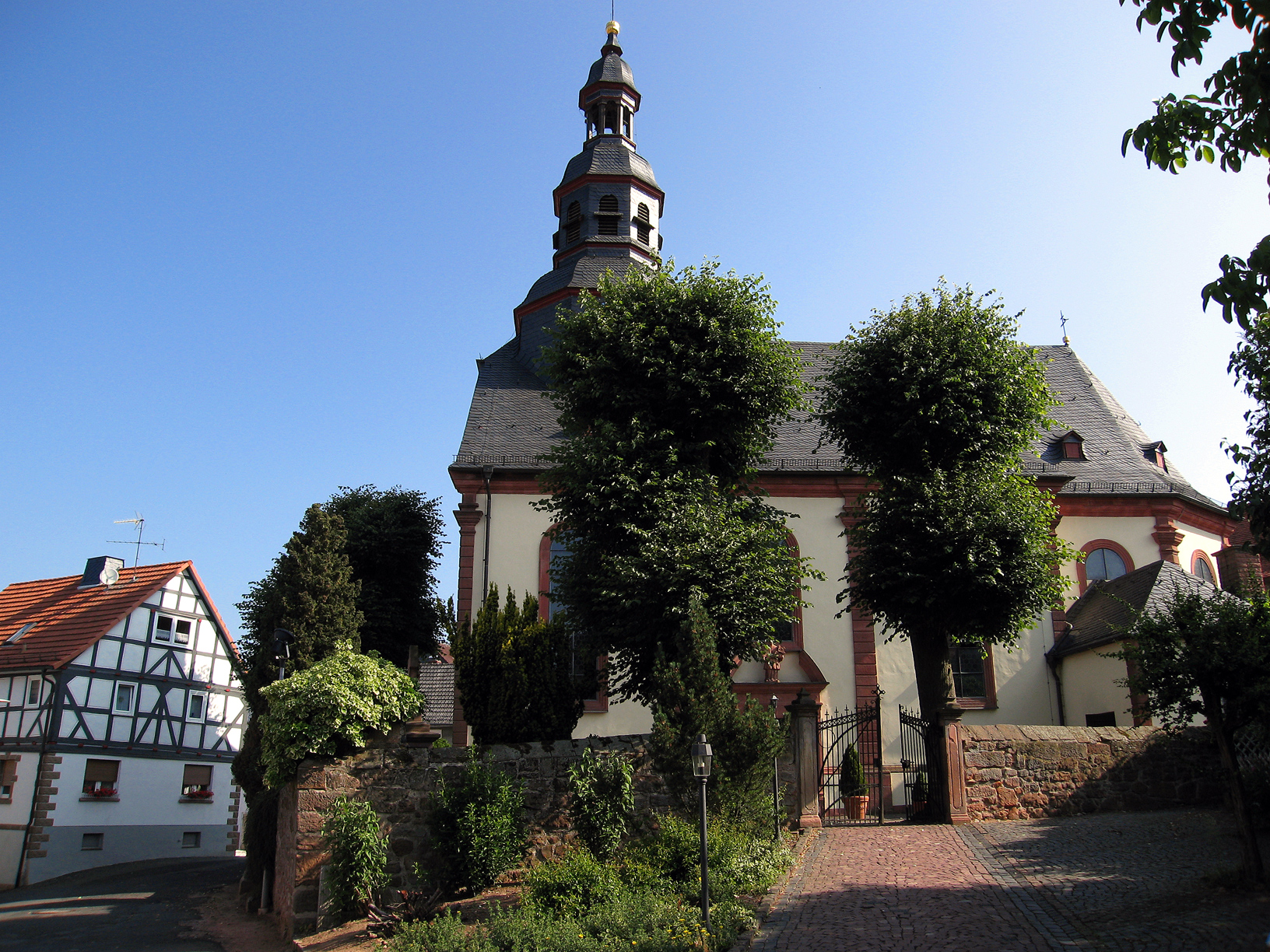
Mariä Himmelfahrt

Die römisch-katholische, denkmalgeschützte Kirche Mariä Himmelfahrt steht in Emsdorf, einem Stadtteil der Stadt Kirchhain im Landkreis Marburg-Biedenkopf in Hessen. Die Kirche gehört zur Pfarrei Heilig Geist, welche den Pastoralverbund Maria Bild Stadtallendorf-Neustadt mit 2 weiteren Pfarreien im Dekanat Marburg-Amöneburg des Bistums Fulda bildet.

## Beschreibung
Die Saalkirche wurde 1748 erbaut. An das Kirchenschiff schließt sich im Osten ein eingezogener, dreiseitig geschlossener Chor an. Aus dem Satteldach, mit dem das Kirchenschiff bedeckt ist, erhebt sich im Westen ein achtseitiger Dachreiter, auf dem eine mehrfach gestufte Haube sitzt. Die verputzten Seitenwände sind mit gequaderten Pilastern gegliedert, zwischen denen große Bogenfenster untergebracht sind. Das Portal im Süden ist mit einem gesprengten Giebel bedeckt, in dem die Statue des heiligen Johannes Nepomuk steht, die Johann Christoph Jagemann geschaffen hat.
Zur Kirchenausstattung gehören ein dreiteiliger Hochaltar und die Kanzel, 1762/63 von Johann Michael Schratz geschaffen. Der Tabernakel ist auf dem Altar vorgezogen. Die erste Orgel wurde 1796/97 von Johann Caspar Ruetz gebaut. Sie wurde 1893 durch eine Orgel mit 13 Registern, zwei Manualen und einem Pedal von Fritz Clewing ersetzt (Information zur Orgel).